# Steffen Coßbau
Steffen Coßbau (* 1. Januar 1988 in Magdeburg) ist ein ehemaliger deutscher Handballspieler.
Coßbau spielte in seiner Jugend bei TuS Magdeburg und dem Fermersleber SV 1895. Von 2007 bis 2011 stand der linke Außenspieler beim SC Magdeburg unter Vertrag. Von 2011 bis 2013 lief Coßbau für den Zweitligisten Eintracht Hildesheim auf. Anschließend unterschrieb er einen Vertrag beim Drittligisten HSC 2000 Coburg. Mit Coburg stieg er 2014 in die 2. Bundesliga sowie 2016 in die Bundesliga auf. Nach der Saison 2016/17 beendete er seine Karriere zunächst, lief dann aber ab Januar 2019 für den SV Anhalt Bernburg in der 3. Liga auf. Nach der Spielzeit 2020/21 beendete Coßbau endgültig seine Karriere. Er übernahm das Co-Traineramt beim SV Anhalt Bernburg.
Im Jahr 2009 wurde Steffen Coßbau mit der deutschen Junioren-Nationalmannschaft Weltmeister.